# Іванівська сільська рада (Баранівський район)
Іванівська сільська рада — колишня адміністративно-територіальна одиниця та орган місцевого самоврядування у Баранівському районі Волинської округи, Київської та Житомирської областей Української РСР з адміністративним центром у селі Іванівка.

## Населені пункти
Сільській раді на час ліквідації були підпорядковані населені пункти:
- с. Іванівка

## Історія та адміністративний устрій
Створена 28 березня 1928 року в с. Іванівка Смолдирівської сільської ради Баранівського району Волинської округи.
Станом на 1 вересня 1946 року сільська рада входила до складу Баранівського району Житомирської області, на обліку в раді перебувало с. Іванівка.
Ліквідована 11 серпня 1954 року, відповідно до указу Президії Верховної ради Української РСР «Про укрупнення сільських рад по Житомирській області», територію ради та с. Іванівка приєднано до складу Смолдирівської сільської ради Баранівського району Житомирської області.